# آلسانا منه
آلسانا منه (انگلیسی: Alasana Manneh؛ زادهٔ ۸ آوریل ۱۹۹۸) بازیکن فوتبال اهل گامبیا است که در لیگ برتر فوتبال لهستان در باشگاه فوتبال گورنیک زابژه به عنوان هافبک بازی می کند.
از باشگاه‌هایی که در آن بازی کرده‌است می‌توان به باشگاه فوتبال بارسلونا اشاره کرد.
وی همچنین در تیم ملی فوتبال گامبیا بازی کرده‌است.